# Monistrol de Calders
Monistrol de Calders là một đô thị trong comarca Bages, tỉnh Barcelona, Catalonia, Tây Ban Nha.

Iglesia de Sant Feliu

Localización de Monistrol de Calders en el Bages